# Irkalla
En la mitología babilónica, Irkalia o Ir-kalia es el inframundo del que no se vuelve. También es llamado Arali, Kigal, Gizal o el mundo inferior. Irkalla está regido por la diosa Ereshkigal y su consorte, el dios de la muerte Nergal.
Irkalla fue originalmente otro nombre para Ereshkigal, que gobernaba el inframundo sola, hasta que Nergal fue enviado a los infiernos y sedujo a Ereshkigal (en la mitología sumeria, acadia, asiria y babilónica). Tanto la deidad como el lugar fueron denominados Irkalla, de manera similar a como Hades, en la mitología griega, es tanto el nombre del inframundo como el del dios que lo gobierna.
El mundo inferior sumerio-babilonio era un vasto y vacío lugar en penumbra muy profundo bajo tierra donde las almas de los muertos existirían después de la muerte. Se pasaba a través de las siete puertas en su viaje a través del portal al mundo inferior dejando prendas de vestir y ornatos en cada puerta, y no necesariamente por elección, ya que había un guardián en cada puerta para obtener un peaje cada vez que se pasaba y para impedir que se tomase un camino equivocado. 
Los espíritus de los muertos vagarían por allí eternamente, regresando a veces en forma de fantasma o espectro, especialmente los que habían muerto antes de tiempo, por accidentes, suicidio o asesinato. A veces se creía que los cuerpos de los muertos se descomponen en este más allá, como lo harían en el mundo superior.
Como destino subterráneo para todos los que mueren, Irkalla es similar al Sheol de la Biblia hebrea o al Érebo anterior al Hades de la mitología clásica griega y que luego formará parte de este como morada de los muertos comunes, siendo reservado el Tártaro para los malvados y los Campos Elíseos para los héroes. Es muy diferente a las visiones más esperanzadas del más allá de sus contemporáneos egipcios y que más tarde aparecieron en la filosofía platónica, el judaísmo y el cristianismo. 
A pesar de que pueda ser visto como una especie de infierno desde una perspectiva cristiana, hay que tener en cuenta que Irkalla no tenía castigo o recompensa (que creían tenían lugar en la vida terrena, con suerte, prosperidad y larga vida para los buenos y desgracias, infortunio y enfermedad para los malos), siendo más bien visto como una versión más triste de la vida anterior, con Ereshkigal jugando un papel como alcaide y guardiana de los muertos en lugar de ser una siniestra gobernante, como Satanás o los dioses de la muerte de otras religiones.